# Mercedes Umaña
Mercedes Umaña è un comune del dipartimento di Usulután, in El Salvador.